# Prowincja Savannakhét
Savannakhét (laot. ສະຫວັນນະເຂດ) – prowincja Laosu, znajdująca się w południowej części kraju. Graniczy z Tajlandią i Wietnamem.

## Podział administracyjny
Prowincja Savannakhét dzieli się na piętnaście dystryktów:
1. Atsaphangthong
2. Atsaphone
3. Champhone
4. Khanthabouly
5. Nong
6. Outhoomphone
7. Phine
8. Sepone
9. Songkhone
10. Thapangthong
11. Thaphalanxay
12. Vilabuly
13. Xaybuly
14. Xayphoothong
15. Xonbuly.